# Japansk ingefära
Japansk ingefära, Zingiber mioga, är en enhjärtbladig växtart som först beskrevs av Carl Peter Thunberg, och fick sitt nu gällande namn av William Roscoe. Zingiber mioga ingår i släktet Zingiber och familjen Zingiberaceae. Inga underarter finns listade i Catalogue of Life.

## Bildgalleri

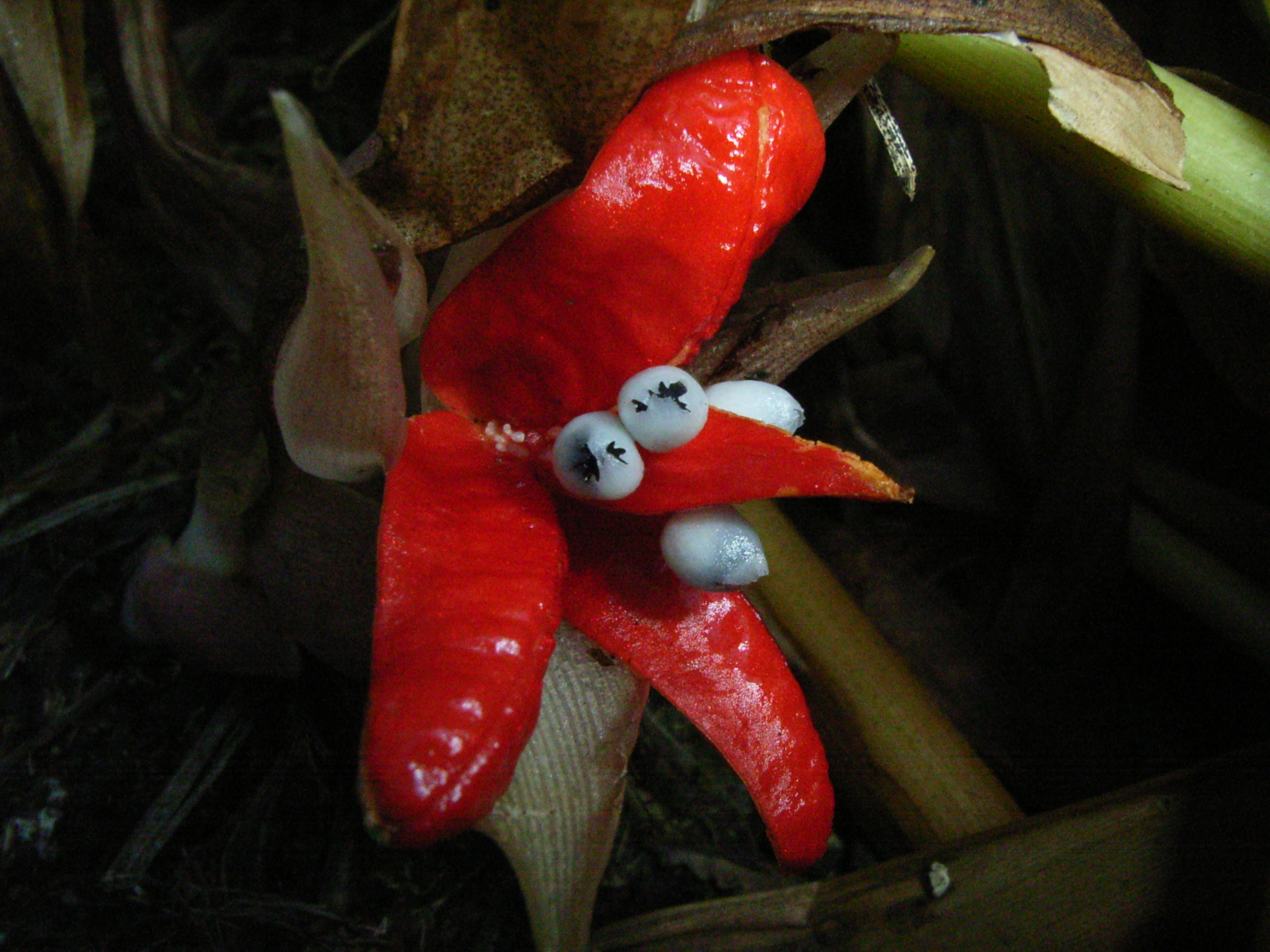
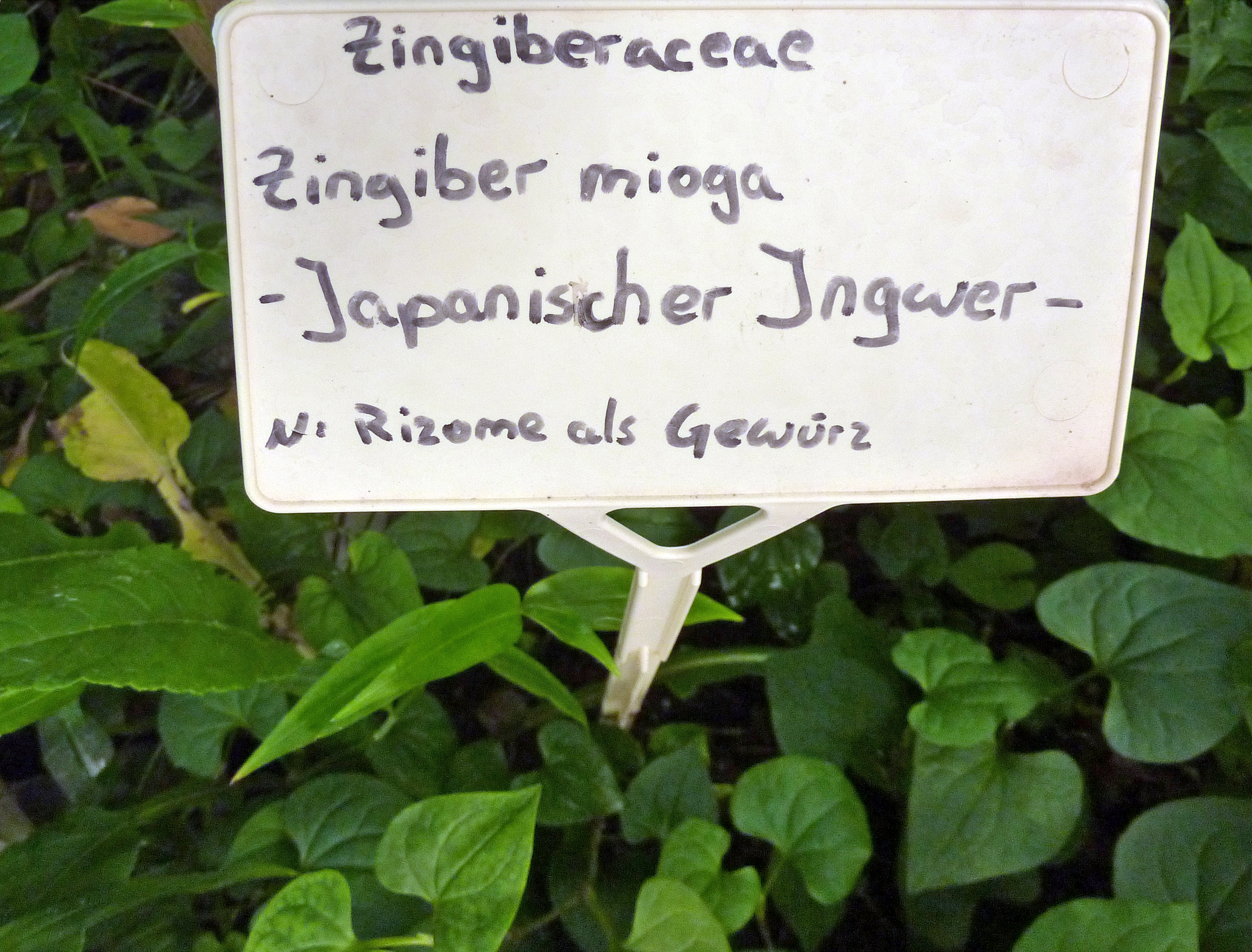
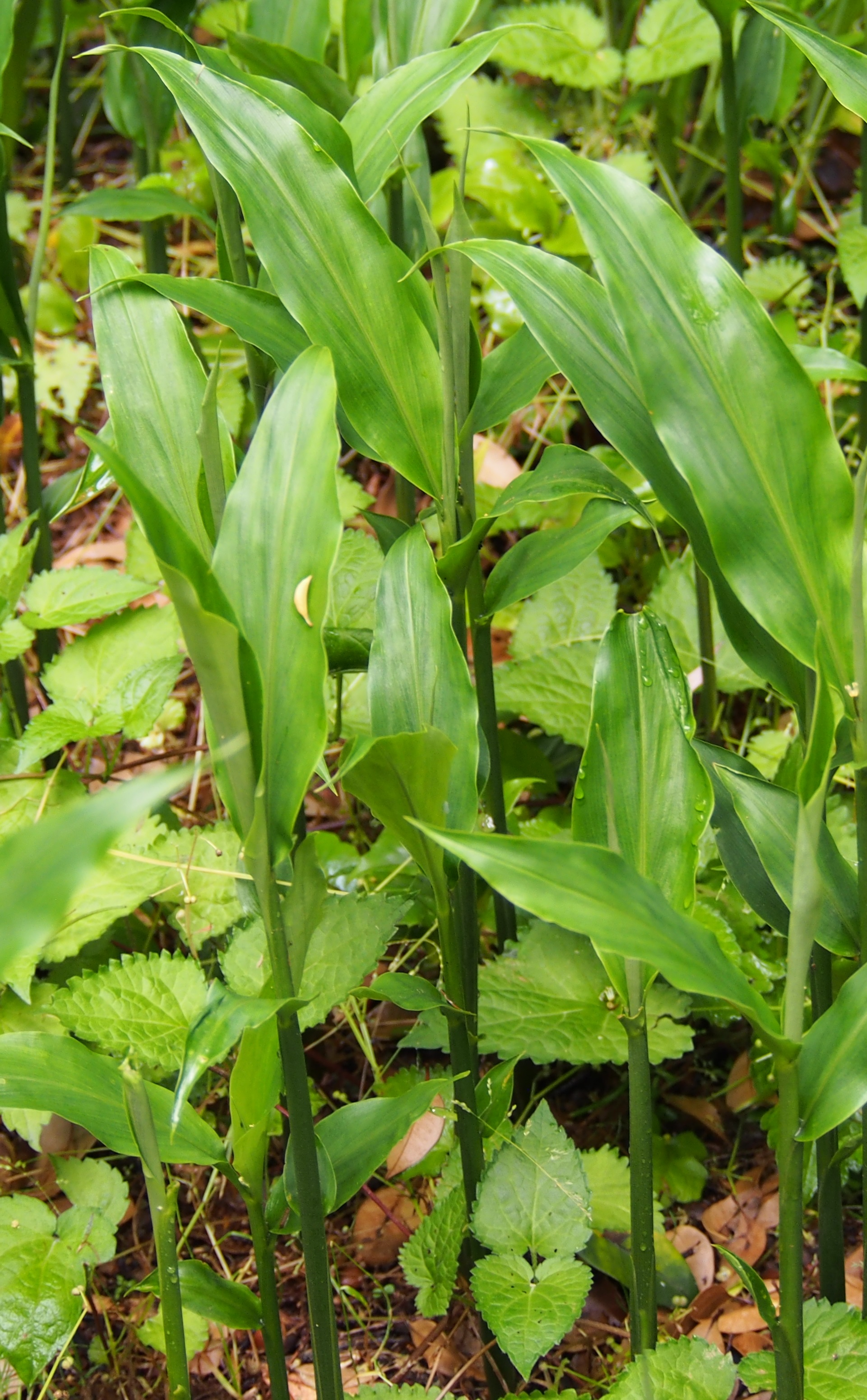
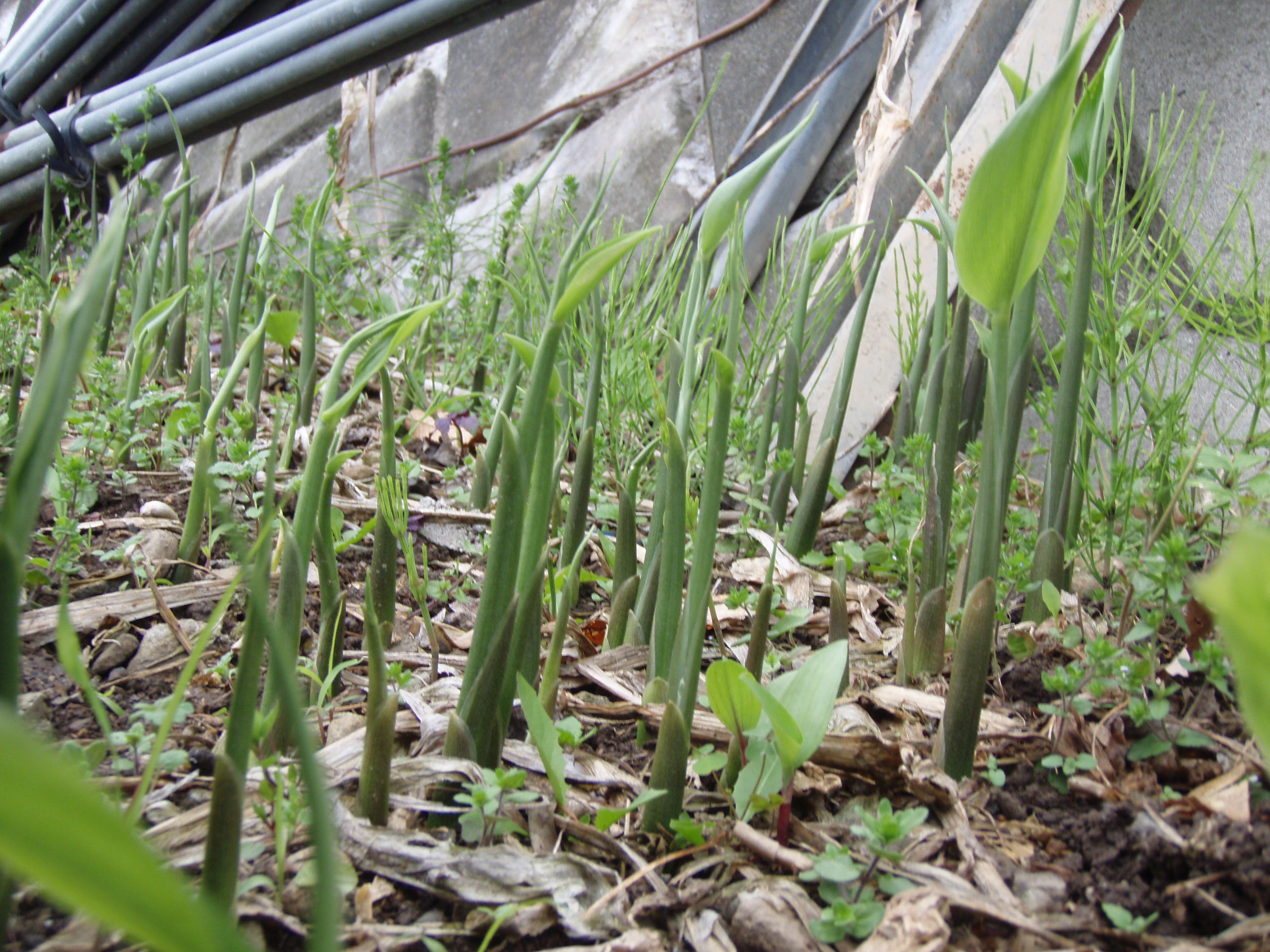
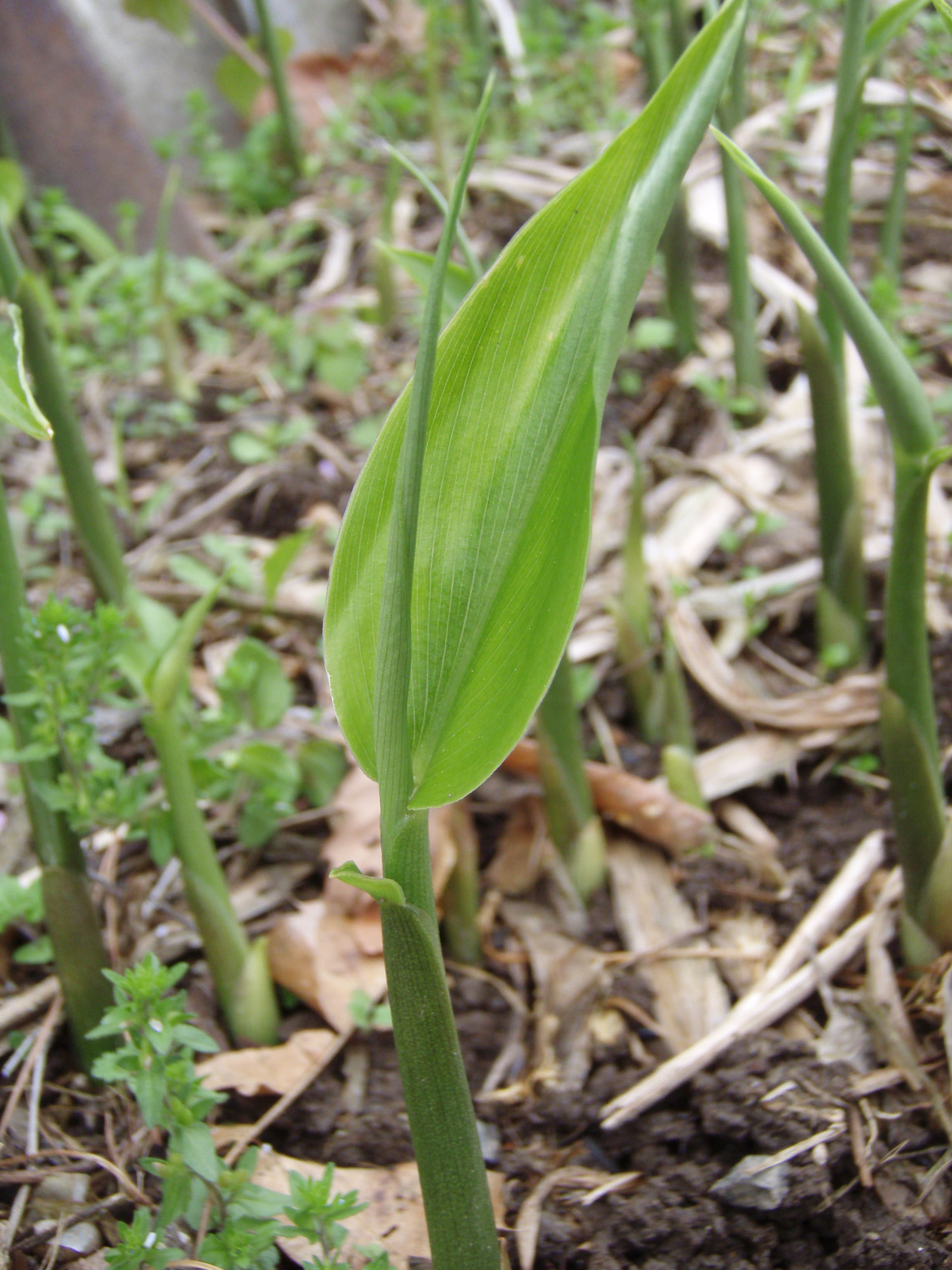